# Kuki
Los kuki son una población mayoritariamente cristiana de Mizoram (India) y territorios adyacentes (Manipur, Nagaland), pero que, al parecer, eran judíos hasta el siglo XIX. Varios pueblos tienen en su tradición descender de una de las diez tribus perdidas de Israel: los Shinlung, los Kuki, los Hmar, los Mizo y los Lushai, todas ellas básicamente de etnia chin. Esta creencia está muy extendida entre estas tribus chin si bien aún no hay evidencias irrefutables (Kuki Valdivia). 
Los kuki forman una de las ramas de la nación de los Chin (el término Kuki se aplica en India a la misma población que en Birmania son llamados Chin y son, por tanto, muy cercanos a los Mizos), y habitan principalmente en Mizoram, Manipur y Nagaland. Los Kuki y Hmar pretenden descender concretamente de Manmasi (Manasia), nombre que podría ser un derivado de Mannaseh, el hijo undécimo y favorito de Jacob según el Antiguo Testamento. 
En 1951 un jefe tribal kuki llamado Tchalah reveló una profecía que aseguraba que el pueblo kuki volvería a la religión y la tierra de sus ancestros pero su movimiento no tuvo continuidad hasta 20 años después cuando un grupo de kukis redescubrió sus orígenes israelitas y formó un movimiento llamado los hijos de Manmaseh (Bnei Manmaseh). Actualmente son unos cinco mil, incluyendo además de kukis, algunos Lushei y Hmar. Solo está integrada en este movimiento una pequeña parte de la nación kuki; sus componentes no forman una tribu sino una organización. Hay 37 tribus kuki. El estado judío de los Bnei Manmaseh se llamará Zale'n-gam y, según sus promotores, a él se unirán todos los Kuki de Nagaland, Manipur, Bangladés, Mizoram y el Estado de Chin de Birmania, es decir, a todos los descendientes de Manmaseh (Bnei Manmaseh).

## Movimientos políticos
El Frente Nacional Kuki (KNF) fue creado por Ranco Thangboi Kuki el 18 de mayo de 1988 con el fin de crear un estado Kuki independiente: «Kukiland». Cuenta con unos 300 combatientes que se entrenan con el Ejército de Independencia Kachin (KIA) en Birmania. El KNF combate también contra la tribu de los Tangkhul Nagas apoyados por el «Nacional Socialista Council de Nagalim» (IM) ya que ambas tribus se disputan el territorio. El KNF actúa en los distritos de Chandel, Tamenglong y Senapati. 
El Ejército Nacional Kuki (KNA) fue creado por Suvitulon Hoakip en junio de 1991, junto con el ala política llamada Organización Nacional Kuki (KNO). El objetivo de la KNA y de la KNO es la creación de Kukiland (territorios Kukis en Mizoram, Nagaland y Manipur) por medio de la lucha armada. Su actividad se desarrolla en la frontera con Birmania. Cuenta con al menos 600 combatientes. Está aliado al Consejo Socialista Nacional de Nagaland (NSCN (K)) y al Frente Unido de Liberación de Assam, y forma parte del Frente Revolucionario Indo-Burma (IBRF). Recibe el apoyo de India en la guerra que mantienen con los Nagas y los Paites.

## Bandera

Bandera kuki proclamada por los Bnei Manmaseh y bandera del futuro Estado de Zale'n-gam.

Una bandera para el hipotético Estado de Zale'n-gam, que pretende representar a todos los Kuki, incluyendo a los Manmaseh (y no solo a ellos), fue diseñada hace pocos años. La bandera recoge los colores nacionales de los Chin (en la composición oficial de Birmania) pero al revés, el verde arriba, el azul debajo y el rojo se mantiene en el centro, con la franja central de doble anchura. La banda verde representa eternidad y prosperidad, la roja coraje y sacrificio, la azul libertad y soberanía. Las proporciones son 1/2/1 respecto a las franjas horizontales y  2/3 respecto a las longitudes vertical y horizontal. En el medio de la franja central tiene una estrella de David.